# District de Madras
Le district de Madras (Tamoul: சென்னை மாவட்டம்) est un des 32 districts du Tamil Nadu en Inde.

## Géographie
Au recensement de 2011, sa population était de 4 646 732 habitants pour une superficie de 175 km2, soit le plus petit en superficie et le plus peuplé des districts du Tamil Nadu. 

Ce district étant une ville-district (ville de Madras, ou Chennai), il n'a pas de chef-lieu. Il est divisé en cinq taluks : 

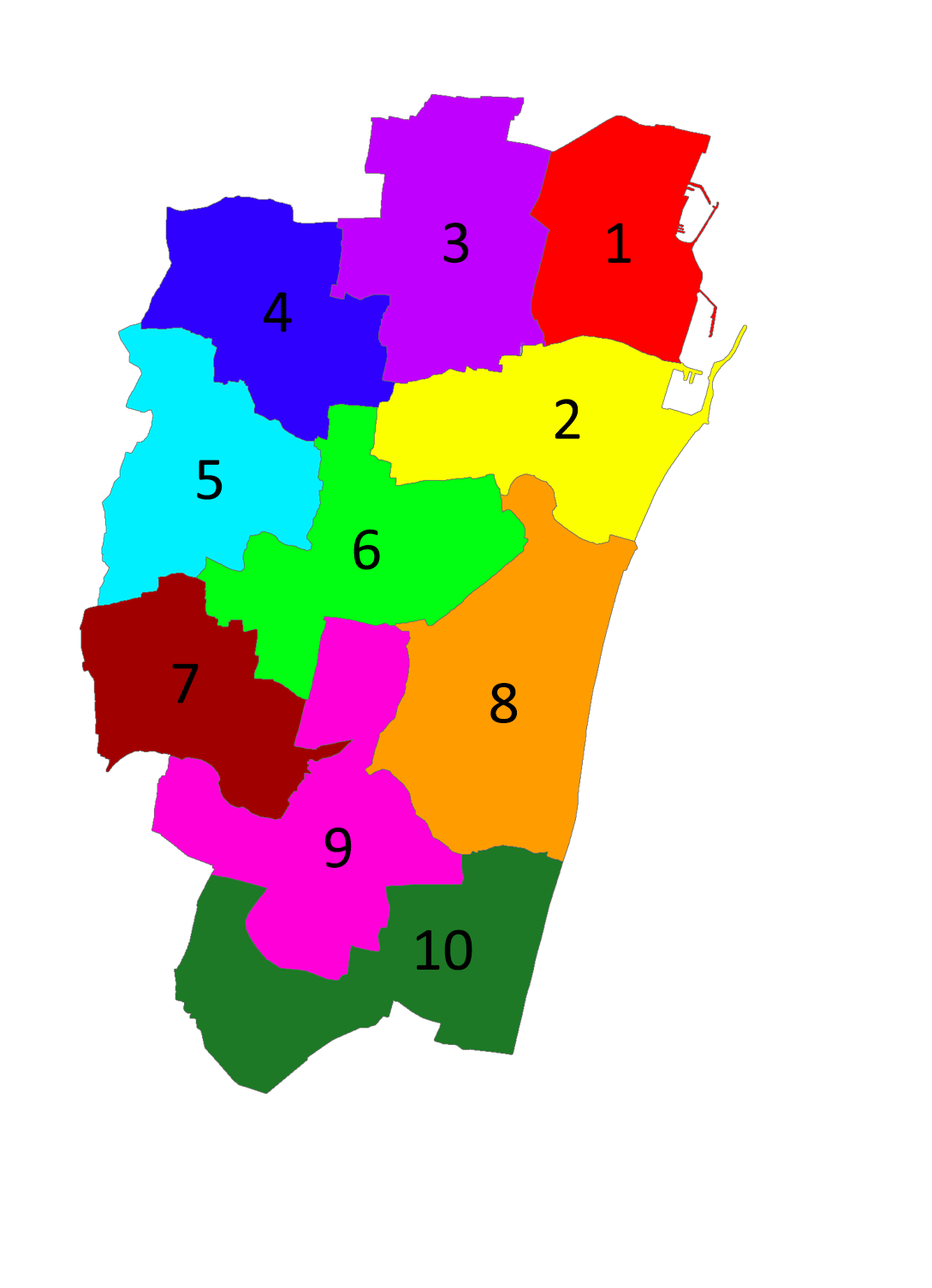
Divisions du District de Madras.
1. Egmore-Nungambakam
2. Fort Tondiarpet
3. Mambalam-Guindy
4. Mylapore-Triplicane
5. Perambur-Purasawalkkam.

- Egmore-Nungambakam
- Fort Tondiarpet
- Mambalam-Guindy
- Mylapore-Triplicane
- Perambur-Purasawalkkam.